# Kontaminacja wsteczna
Kontaminacja wsteczna lub kontaminacja pozaziemska (ang. back contamination) – nieformalne, lecz szeroko stosowane pojęcie, określające wprowadzenie mikroskopijnych organizmów pozaziemskich do ziemskiej biosfery. Na ogół przyjmuje się, że jakikolwiek kontakt tego rodzaju pociągnie za sobą destrukcyjne skutki lub jego konsekwencje będą przynajmniej bardzo trudne do opanowania przez człowieka. 
Niebezpieczeństwo zaistnienia kontaminacji wstecznej pochodzenia księżycowego było głównym powodem stworzenia procedur kwarantanny dla programu Apollo, aż do momentu zakończenia misji Apollo 14. Astronauci oraz pobrane przez nich próbki byli poddawani kwarantannie po powrocie na Ziemię w Lunar Receiving Laboratory (LRL), będącym częścią Centrum Lotów Kosmicznych imienia Lyndona B. Johnsona.
Ryzyko kontaminacji wstecznej bywa łatwo lekceważone i nierozumiane. Prawdopodobieństwo, że istota ludzka lub zwierzę może wprost zarazić się obcym, pozaziemskim wirusem jest w rzeczywistości nikłe, ponieważ wirusy są w większości przypadków przystosowane do czynnego atakowania tylko jednego, konkretnego gatunku (w terminologii angielskiej tego typu patogeny określa się mianem host-specific). Trudno sobie zatem wyobrazić, aby mikroorganizmy pochodzące z przestrzeni kosmicznej posiadały zdolność do przeprowadzenia ataku na osobnikach ziemskich i namnażania się w nich. Jednocześnie nie oznacza to, że niepochodzące z Ziemi mikroby nie mogą działać na organizm patogennie: przetrwalniki mogłyby wykorzystać napotkany organizm jako swego żywiciela, pewnego rodzaju środowisko życia, podczas gdy połknięcie bakterii w jakiejkolwiek formie może doprowadzić do rozpoczęcia przez nią produkcji toksycznych substancji. Zrozumienie tego faktu ułatwia przedstawiona sytuacja: podczas spożycia przez człowieka zakażonego pokarmu nie zawsze dochodzi wprost do zarażenia się patogenem, jednakże wciąż może to prowadzić do śmierci z powodu obecności związków toksycznych dla ludzi. 
Ponadto, istnieje również prawdopodobieństwo agresywnego metabolizowania niektórych zasobów Ziemi przez obce organizmy; wprowadzenie ich do ziemskiej biosfery mogłoby zakończyć się zmianami w atmosferze oraz obiegu wody w przyrodzie.